# Loi de sécurité nationale (Corée du Sud)
La loi de sécurité nationale a été instaurée en Corée du Sud, le 1er décembre 1948, pour réprimer les idées communistes jugées trop proches du régime rival nord-coréen.
"En raison de la grande latitude d'interprétation qu'elle autorise, la loi de sécurité nationale a souvent servi de prétexte pour réprimer toute manifestation contestataire, même si celle-ci relevait parfois davantage de revendications démocratiques que d'une revendication de l'idéologie communiste" .
La Commission des Nations unies pour la Corée rapporte que 118 621 personnes ont été arrêtées en vertu de la loi sur la sécurité en 1949. L'historien controversé Bruce Cumings estime que 200 000 personnes avaient été arrêtées en Corée du Sud pour infraction à cette loi cette année. La loi interdit notamment aux Sud-Coréens d'entrer en contact avec les Nord-Coréens sans autorisation gouvernementale.
La loi de sécurité nationale reste en vigueur en Corée du Sud malgré son assouplissement après l'arrivée au pouvoir de Kim Dae-jung en 1998. À cette date, marquant le cinquantième anniversaire de la promulgation de la loi, des organisations de défense des droits de l'homme - notamment Amnesty International - avaient demandé son abrogation.
Dans un rapport de 1999, Amnesty International a relevé que "près de 400 personnes ont été arrêtées sous le régime de la Loi de sécurité nationale en 1998, dont des étudiants, des militants politiques, des syndicalistes, des éditeurs, des personnalités religieuses et même des internautes. La plupart de ces prisonniers n'avaient rien fait qui mérite leur arrestation et leur emprisonnement et ils ont été arrêtés pour le seul exercice non-violent de leurs droits à la liberté d'expression et d'association."  
Le 18 décembre 2004, 10 000 personnes ont participé à une veillée aux flambeaux à Séoul pour demander l'abolition de la loi de sécurité nationale  .
L'arrestation le 26 octobre 2006 de cinq personnes, dont le secrétaire général adjoint du Parti démocratique du travail de Corée, pour espionnage au profit de la Corée du Nord, a suscité une polémique en Corée du Sud : si le quotidien conservateur Chosun Ilbo a interprété cette arrestation comme le « plus grand scandale d’espionnage depuis des décennies »,  il s'agit de « la version coréenne, en 2006, du maccarthysme », selon le quotidien libéral Dong-A Ilbo.

## Principales dispositions
Selon l'article premier de la loi qui en définit les objectifs, la loi de sécurité nationale a pour objet de supprimer les activités anti-État qui mettent en danger la sécurité nationale et d'assurer la sécurité de la nation, la liberté du peuple et la liberté. 
L'article 2 définit comme groupes "anti-État" les organisations nationales ou internationales ou les groupes dont l'intention est de mener ou de faciliter des actions d'infiltration du gouvernement ou d'entraîner des désordres pour la nation. 
Définies aux articles 3 et 4, les sanctions incluent la peine de mort et des peines de prison d'une durée minimale de deux ans. La dernière exécution date de 1998. 
L'article 7 prévoit des peines pouvant aller jusqu'à sept ans de prison pour ceux qui appellent à ou encouragent la coopération avec des groupes anti-État mettant en danger la sécurité nationale. Il a été "souvent utilisé pour détenir des personnes ayant des idées de gauche, particulièrement celles dont les idées et les opinions politiques à propos de la réunification de la Corée sont considérées comme identiques ou similaires à celles de la Corée du Nord communiste." 

## Exemples d'application
- L'affaire du Parti révolutionnaire du peuple (en) a conduit à l'exécution de huit personnes pour leur implication dans les manifestations contre Park Chung-hee en 1975.
- Ha Young-joon est condamné à huit mois de prison pour avoir mis en ligne des textes de Chris Harman et Alex Callinicos en 1998.
- Song Du-yul (en), professeur de sociologie à l'université de Münster, emprisonné à son retour en Corée du Sud en 2003.
- Lee Chang-ki, éditeur du Jajuminbo, condamné pour ses contacts avec des personnalités nord-coréennes et pour des articles favorables à la Corée du Nord en 2001 et en 2013.